# Parada de Todeia
Parada de Todeia is een plaats (freguesia) in de Portugese gemeente Paredes en telt 1844 inwoners (2001).